# Gisela Gresser
Gisela Kahn Gresser (Detroit, 8 febbraio 1906 – New York, 4 dicembre 2000) è stata una scacchista statunitense.
Ha dominato la scena scacchistica femminile degli Stati Uniti per quasi tre decenni; vinse nove volte, dal 1944 al 1969, il Campionato statunitense femminile. È stata la prima donna degli USA a ricevere il titolo di Maestro.

## Biografia
Studiò materie classiche a Radcliffe, Iowa, dove vinse una borsa di studio che le permise di continuare gli studi presso la American School of Classical Studies di Atene in Grecia. Nel 1927 tornò negli Stati Uniti e si sposò con William Gresser, un avvocato di New York.
Frequentava spesso il Manhattan Chess Club di New York, dove prendeva anche lezioni di scacchi da Hans Kmoch e Arthur Bisguier.
Nel 1949/50 Gisela Gresser partecipò all'8º Campionato del mondo femminile di Mosca, vinto dalla sovietica Ljudmyla Rudenko, classificandosi al 12º posto su 16 partecipanti . Nello stesso anno la FIDE le assegnò, assieme alla connazionale Mona Karff, il titolo di Maestro Internazionale Femminile (WIM). 
Dal 1957 al 1966 partecipò a tre Olimpiadi femminili degli scacchi. Nella prima edizione delle olimpiadi femminili, svoltasi a Emmen nel 1957, vinse la medaglia di bronzo individuale in prima scacchiera. 
Gisela Gresser è stata anche una pittrice e musicologa, oltre che un'esperta di materie classiche.
Nel 1992 è stata ammessa alla U.S. Chess Hall of Fame, prima donna ad ottenere questo riconoscimento.